# Christoph Hochreutiner
Christoph Hochreutiner (auch Christoph von Hochreut; * 22. August 1662 in St. Gallen; † 12. November 1742 ebenda) war ein Bürgermeister von St. Gallen (Schweiz) und Tagsatzungsgesandter.

## Leben
Christoph Hochreutiner wurde als Sohn von Daniel Hochreutiner geboren.
Er studierte an der Universität Duisburg Rechtswissenschaften und erhielt 1682 den Dr. iur. mit der Dissertation De servitute. Anschliessend unternahm er als Hofmeister mit jungen Adligen eine Reise durch Frankreich und Italien, von der er 1685 nach St. Gallen zurückkehrte. Am 13. März 1685 erstattete er vor dem Magistrat einen Bericht zu dieser Reise und erhielt dafür 250 Florentiner, weil es seinerzeit Brauch war, dass Studenten, die sich auf eine Hochschule oder auf Reisen begaben, Reisegeld vorgestreckt bekamen bzw. bei ihrer Rückkehr eine Vergütung erhielten.
1683 wurde er Kanzleiadjunkt in St. Gallen, 1698 Gerichts- und im darauffolgenden Jahr Stadtschreiber sowie Ratsherr und Obervogt von Bürglen.
Am 1. Dezember 1717 wurde er als Nachfolger von Heinrich Hiller (1633–1719), der aufgrund seines Alters um seine Entlassung gebeten hatte, zum Bürgermeister gewählt und übte dieses Amt im Dreijahresturnus als Reichsvogt, Amtsbürgermeister und Altbürgermeister von St. Gallen von 1717 bis 1719 im Wechsel mit Lorenz Werder und Georg Wartmann und dann mit Jacob Züblin, David Stähelin und Hans Jacob Rietmann bis 1740 aus. 1742 erfolgte seine letzte Wiederwahl. In dieser Zeit entwarf er 1725 die überarbeiteten Gerichts- und Erbsatzungen.
Er vertrat auch mehrfach St. Gallen an der eidgenössischen Tagsatzung und wurde gelegentlich als diplomatischer Vermittler in Streitsachen eingesetzt. So wurde ihm die Abordnung übertragen, die während des Kreuzkrieges beim appenzellischen Landrat um Hilfe bat. Auch wurde er am 2. Januar 1703 gemeinsam mit dem Ratsherrn Sebastian Kunz nach Zürich abgeordnet, um beim kaiserlichen Gesandten, Graf Franz Ehrenreich von Trauttmannsdorff (1662–1719), in einem Streit gegen St. Gallen zu schlichten. 1712 nahm er an den Friedensverhandlungen zwischen den Streitigkeiten der eidgenössischen Stände mit dem Fürstabt von St. Gallen, Leodegar Bürgisser, im Toggenburgerkrieg teil. 1724 vermittelte er in einer Auseinandersetzung zwischen dem Fürstabt Joseph von Rudolphi und der Gemeinde Jonschwil, für die er, auf deren Bitte, tätig wurde.
Christoph Hochreutiner war seit dem 3. August 1686 mit Sabina (* unbekannt; † 27. Dezember 1737), Tochter von Peter Zollikofer von Altenklingen, verheiratet; gemeinsam hatten sie einen Sohn und eine Tochter:
- Georg Leonhard Hochreutiner (auch Georg Leonhard Horutener, * 1687; † 1754), Kaufmann in Rouen
- Wibratha Hochreutiner (* 1699; † unbekannt), verheiratet in erster Ehe mit Sebastian Högger und in zweiter Ehe mit Wilhelm Heinrich Hug aus Zürich, später Hofrat in Hanau.

## Mitgliedschaften
Christoph Hochreutiner wurde 1686 als Mitglied in das Collegium theologicum aufgenommen, in dem philosophische und theologische Gegenstände in disputatorischer Form behandelt wurden; dieses Kollegium wurde 1657 vom Stadtpfarrer Bartholomäus Wegelin (1621–1684) gegründet.
Er war Mitglied der St. Galler Gesellschaft zum Notenstein (ursprünglich eine Gemeinschaft des Adels, zu der aber später auch den Honoratioren aus dem Bürgerstand der Zutritt gewährt wurde).

## Auszeichnungen
- Am 28. September 1725 erhielt er als Anerkennung seiner Dienste vom Rat ein Geschenk in Höhe von 100 Louis d’or.
- Am 21. August 1729 wurde er in den preussischen Personaladel als von Hochreut (versehentliche Abänderung seines Namens) erhoben.
- 1736 wurde er zum königlichen preussischen Hofrat ernannt.
- 1740 erhielt er von König Friedrich Wilhelm das Ritterkreuz des Ordens de la Générosité.

## Schriften (Auswahl)
- Disputatio inauguralis juridica de servitutibus, quam sub auspiciis Dei ter. opt. max. permissu amplissimae ac nobilissimae facultatis juridicae in electorali universitate Duisburgensi: pro summis, feu doctoralibus. Duisburg 1682.
- Schwäger- und vetterliche Segens-Wünsche auff das hertz-erfreuliche und hoch-ansehenliche Vermählungs-Feste dess vorgeachten Junckeren, Juncker Christoffel Hochreutiners, beyder Rechten wol-erfahrnen Doctoris, dess weiland wol-edlen Junckern, Juncker Daniel Hochreutiners, weitberühmten Handels-Herren, ehelichen Sohns, Hochzeiters, mit der wol-edlen Jungfrauen, Jungfrau Sabina Zollicofferin, dess weiland wol-edlen Juncker Peters Zollicoffers, von und zu Altenklingen, ehelich-geliebter Tochter, Hochzeiterin, welches hoch-feyrlich gehalten wirt in St. Gallen, den 3. Augstmonat 1686. St. Gallen 1686.